# Henry Sutton (Segler)
Henry Cecil Sutton (* 26. September 1868 in Speen; † 24. Mai 1936 ebenda) war ein britischer Segler.

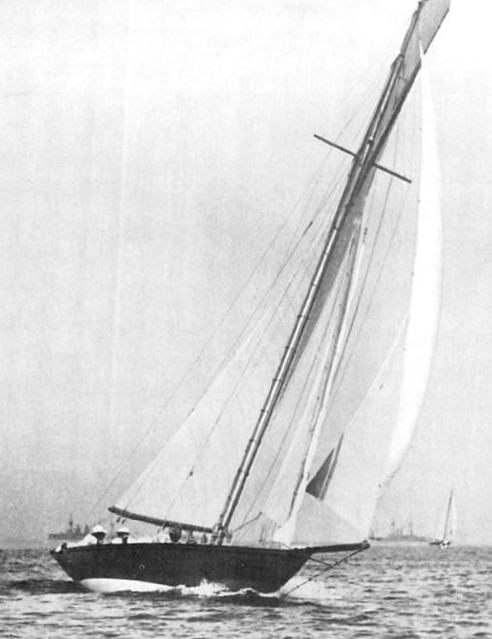
Cobweb, 8mR-Yacht, Goldmedaille 1908

## Erfolge
Henry Sutton nahm in der 8-Meter-Klasse an den Olympischen Spielen 1908 in London teil. Er war Crewmitglied der Cobweb unter Skipper Blair Cochrane, die mit vier weiteren Booten um die Medaillen segelte. Das Gesamtresultat orientierte sich am besten Ergebnis der einzelnen Wettfahrten. Dabei belegte die Cobweb in drei Wettfahrten zweimal den ersten Platz, womit sie die Regatta auf dem ersten Rang vor dem einmal siegreichen schwedischen Boot Vinga von Skipper Carl Hellström und dem zweimal zweitplatzierten britischen Boot Sorais von Skipper George Ratsey beendete. Neben Sutton und Skipper Cochrane wurden die Crewmitglieder Charles Campbell, John Rhodes und Arthur Wood somit Olympiasieger.
Sowohl Blair Cochrane als auch John Rhodes heirateten eine von Suttons Schwestern. Sutton war Mitglied der Royal Yacht Squadron sowie zeitweise Commodore des Royal Victoria Yacht Clubs. 